# Argún ilhán
Argún kán, (Beyləqan, Azerbajdzsán, 1261 – Baghcsa, Afganisztán, 1291. március 3.), mongolul: Аргун хан, arabul és perzsául Argún hán (أرغون خان – Arġūn ẖān), modern perzsa ejtéssel Argun hán, perzsa ilhán
(mongolul: Персийн Ил Хан), mongol kán, Dzsingisz kán ükunokája, Abáká kán fia, az Irán központú Ilhánida Birodalom negyedik uralkodója volt.

## Az elődök nyomdokain
Az apjához hasonlóan buddhista Argún Horászán kormányzója volt Abáká 1282-es halálakor, és hamarosan fellázadt iszlámra áttérő, keresztényeket és buddhistákat elnyomó nagybátyja, Ahmad Tegüder ellen. Nagyapja, Hülegü testvérétől, a kínai Kubiláj nagykántól kapott segítséggel Azerbajdzsánba szorította, majd elfogta és kivégeztette nagybátyját, így 1284-ben megszerezte a trónt. Argún uralkodása visszatérést jelentett elődei kereszténybarát politikájához, de Argún meglehetősen toleráns volt minden vallás iránt: nagyvezírje, Szaad ad-Daula például zsidó volt.

## Európai követjárások
Argún kán Tegüderrel ellentétben ismét az egyiptomi Mamlúk Birodalom ellen foglalt állást, amit számos európai követjárással próbált nemzetközi szintre emelni. Első ismert követjárását Rómába indította 1285-ben, IV. Honoriusz pápához – levelének latin nyelvű fordítása máig látható a vatikáni levéltárban. Argún kérte a pápát, hogy indítson hadjáratot Egyiptom ellen, amely a keresztesek és a mongolok által bekerítve kétségkívül el fog bukni. Úgy tűnik azonban, hogy a mongol uralkodó nem kapott választ, így 1287-ben újabb követjárást indított Rabban Bar Szauma, egy Pekingből érkezett nesztoriánus török vezetésével. Bar Szauma ránk maradt útleírásából tudjuk, hogy Konstantinápolyon és Rómán keresztül Párizsba, majd Gascogne-ba ment, és útja során II. Andronikosz bizánci császárral, II. Károly nápolyi, IV. (Szép) Fülöp francia és I. Eduárd angol királlyal is találkozott, visszatérőben pedig IV. Miklós pápa fogadta. Alapvetően mindenkitől lelkes és pozitív válaszokat kapott, de konkrét ígéreteket nem.
Argún 1289-ben egy szolgálatában álló genovai, Buscarello de Ghizolfi Rómát, Párizst és Londont egyaránt felkereste, és megpróbálta 1290 telére vagy 1291 tavaszára kijelölni a közös támadás időpontját, amint arról IV. Fülöpnek küldött, párizsi levéltárban fennmaradt levele tanúskodik; egyúttal felajánlotta Jeruzsálemet a francia királynak. A mongol uralkodó azonban újfent hiába várt beleegyezésre, bár ismét lelkes válaszokat kapott. A mamlúkok eközben sorra foglalták el a megmaradt keresztes helyőrségeket. Al-Manszúr Kalávún 1285-ben vette be a johanniták utolsó erődjét, Margatot (al-Markab), a maracleai (Marakijja) kikötőt pedig elpusztította. 1289-ben a két éve dúló tripoli hatalmi harcokba avatkozhatott be, és április 27-én bevette az őrgrófság központját. Már csak Akkó maradt meg a szentföldi központok közül keresztes kézen, melynek elfoglalását Kalávún is tervezte. 1290-ben aztán ürügyet is talált, amikor a lázongó itáliai keresztesek a város utcáin több járókelőt, köztük muszlimokat is meggyilkoltak. A szultán összehívta hadseregét, táborba szállt, ám még Kairó mellett elhunyt a sátrában.
Argún 1290-ben újabb követséget indított, és ezúttal Akkó szorult helyzetét látva IV. Miklós pápa  kapcsolatba lépett a keleti keresztény népekkel, és 1291. január 5-én tartott prédikációjában felszólította a keresztényeket, hogy csatlakozzanak I. Edward seregéhez, de erőfeszítései későnek bizonyultak: március 7-én egyik helytartója meggyilkoltatta Argún kánt, Kalávún fia, al-Asraf Halíl pedig május 28-án bevette Akkónt. Az Argún haláláról nem tudó pápa augusztusban még írt egy levelet a kánnak, amelyben I. Eduárd készülődéséről számolt be neki, azonban 1292 márciusában ő is meghalt. A mongolok és keresztesek együttműködése ezzel meghiúsult, mivel Argún trónra lépő öccse, Gajhátú meglehetősen nemtörődöm életet élt. Szélesebb körű kapcsolatfelvételre csak 1295-től, Mahmúd Gázán uralkodása alatt került sor ismét.

## Házasságai, utódai
Argún felesége a mongol Bulughan Hatun volt, tőle született később trónra jutó két fia, Gázán és Öldzsejtü. Bulughan Hatun Argún uralkodása vége felé – Marco Polo leírása szerint – 1286-ban meghalt, ekkor Kubiláj nagykántól kért új feleséget magának. A nagykán Kököcsin hercegnőt jelölte ki a célra, és 1291-ben indította útra a velencei utazó kíséretében Csüancsou városából Szumátra, Srí Lanka és az indiai partvidék érintésével Perzsiába. Mivel Argún már meghalt, Kököcsint fiához, Gázánhoz adták feleségül.